# Somethin' Else

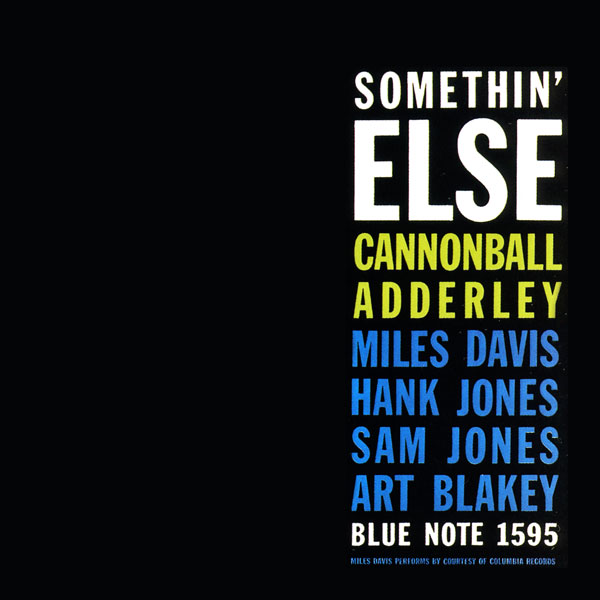
Albumets omslag.

Somethin' Else är ett jazzalbum av altsaxofonisten Julian "Cannonball" Adderley, som lanserades i augusti 1958 på skivbolaget Blue Note Records.

## Låtlista
Sida ett
1. "Autumn Leaves" (Joseph Kosma, Johnny Mercer, Jacques Prévert) – 10:55
2. "Love for Sale" (Cole Porter) – 7:01

Sida två
1. "Somethin' Else" (Miles Davis) – 8:15
2. "One for Daddy-O" (Nat Adderley) – 8:26
3. "Dancing in the Dark" (Arthur Schwartz, Howard Dietz) – 4:07

## Medverkande
- Cannonball Adderley – altsaxofon
- Miles Davis – trumpet
- Hank Jones – piano
- Sam Jones – bas
- Art Blakey – trummor